# Giandomenico Scamozzi
Giandomenico Scamozzi (Ponte in Valtellina, 1526 – Vicenza, 1582) è stato un architetto italiano al quale è attribuita la paternità del Palazzo Arnaldi Della Torre.
Faceva anche il carpentiere ed era il padre dell'architetto Vincenzo Scamozzi. Il suo stile era il Rinascimento.
Ha progettato la villa Ferramosca Sesso Beggiato Monti Marzaro di Grisignano di Zocco.